# Roodhalspademelon
De roodhalspademelon (Thylogale thetis) is een zoogdier uit de familie van de kangoeroes (Macropodidae). De wetenschappelijke naam van de soort werd voor het eerst geldig gepubliceerd door René Primevère Lesson in 1828.

## Kenmerken

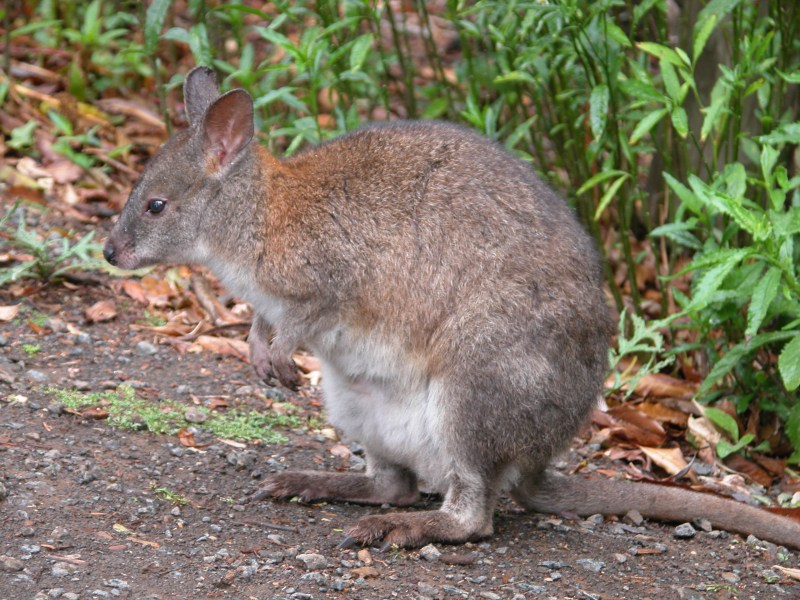

De bovenkant van het lichaam is grotendeels bruin, op de rode nek en schouders na. De onderkant is wit tot vuilwit. De staart is kort, dik en grijs. De kop-romplengte bedraagt 320 tot 600 mm, de staartlengte 300 tot 510 mm en het gewicht voor vrouwtjes tot 4 kg en tot 7 kg voor mannetjes.

## Verspreiding
Deze soort komt voor in de bossen van Oost-Australië van Biloela (Queensland) tot Illawarra (New South Wales). Deze soort is voornamelijk 's nachts actief en eet zachte planten. Er worden het hele jaar door jongen geboren.